# Exoprosopa ammophila
Exoprosopa ammophila är en tvåvingeart som beskrevs av Paramonov 1931. Exoprosopa ammophila ingår i släktet Exoprosopa och familjen svävflugor. Inga underarter finns listade i Catalogue of Life.